# معركة بريليب
معركة بريليب أو معركة بيرليب (بالإنجليزية: Battle of Prilep) هي إحدى معارك حرب البلقان الأولى ووقعت في 3 نوفمبر 1912 حيث واجه الجيش الصربي قوات الدولة العثمانية بالقرب من بلدة بريليب ، في شمال مقدونيا اليوم، واستمرت الاشتباكات لثلاثة أيام، وكان الجيش العثماني في ظروف جوية سيئة وأجبر على التراجع.

في الخامس من نوفمبر، عندما انتقل الصرب إلى الجنوب من بريليب، تعرضوا مرة أخرى للنيران العثمانية من مواقع معدة على المرتفعات التي تسيطر علي الطريق إلي بيتولا، ولكن اعطي استخدام الحراب والقنابل اليدوية الصرب ميزة في القتال اليدوي، لكنها كانت تتطلب اختيار الوقت الأفضل خلال اليوم لإجبار العثمانيين على التراجع.
وقد أظهرت المعارك العنيف حول بريليب أن العثمانيين ما زالوا قادرين على مقاومة تقدم القوات الصربية خلال مقدونيا، وذلك على الرغم من تخلي العثمانين عن مدينة بريليب، فخلال المعركة ورغم حماس الصرب، لكنهم تكبدوا خسائر كبيرة، فقد عانى العثمانيون من حوالي 300 قتيل و 900 جريح، و 152 تم أسرهم، بينما تكبد الصرب خسائر بلغت حوالي 2000 قتيل وجريح، بالاخير أصبح الطريق إلى الجنوب الغربي من بيتولا الآن مفتوح أمام الصرب.